# Kemar Bailey-Cole
Kemar Bailey-Cole (* 10. Januar 1992 in Saint Catherine Parish) ist ein jamaikanischer Leichtathlet, der sich auf den 100-Meter-Lauf spezialisiert hat.
Nach einer recht erfolglosen Teilnahme bei den Jugendweltmeisterschaften in Brixen 2009, erregte er erst 2012 internationale Aufmerksamkeit. Als Fünfter über 100 Meter bei den jamaikanischen Meisterschaften qualifizierte er sich als Ersatz für das olympische 4-mal-100-Meter-Staffel-Team. In London startete er im Vorlauf und verhalf Jamaika ins Finale, wo die Staffelmannschaft ohne seinen Einsatz Gold gewinnen konnte. Dennoch gilt Bailey-Cole mit seinem Einsatz im Vorlauf als Olympiasieger. Am 7. September lief er in Brüssel mit 9,97 s zum ersten Mal unter 10 Sekunden. Mit einem Sieg beim ISTAF in Berlin unterstrich er seinen Status als eines der größten Sprint-Talente.
2013 startete er ab Mai mit konstanten Leistungen bei IAAF World Challenge und Diamond League Rennen, bis er schließlich am 8. Juni bei einem lokalen Meeting in Kingston seine Bestzeit auf 9,96 s verbesserte. Bei den jamaikanischen Meisterschaften sicherte er sich mit einem zweiten Platz seine Teilnahme an den Weltmeisterschaften in Moskau. Im Juli wurde er bei den beiden Diamond League Meetings in Lausanne und Monaco jeweils Sechster, ehe er am 27. Juli seine Wettkampf-WM-Vorbereitung mit einem Staffellauf in London beendete. Bei den Weltmeisterschaften 2013 in Moskau lief er nach neuer Bestleistung von 9,93 s im Halbfinale 9,98 s im Finale und erreichte den vierten Platz. Mit der jamaikanischen Staffel gewann er vor den USA die Goldmedaille. In Zürich wurde er mit 10,02 s Sechster, beim Berliner ISTAF mit schwächerem Teilnehmerfeld gewann er in 10,04 s.

## Persönliche Bestleistungen
| Event     | Zeit (s) | Wind | Ort              | Datum           |
| --------- | -------- | ---- | ---------------- | --------------- |
| 100 Meter | 9,93     | 0,4  | Moskau, Russland | 11. August 2013 |
| 200 Meter | 20,83    | −0,1 | Kingston         | 19. Mai 2012    |